# کریستین هرمان
کریستین هرمان (انگلیسی: Christian Herrmann؛ زادهٔ ۱۶ ژانویهٔ ۱۹۶۶) بازیکن فوتبال اهل آلمان است.
از باشگاه‌هایی که در آن بازی کرده‌است می‌توان به باشگاه فوتبال شالکه ۰۴ و باشگاه فوتبال بوخوم اشاره کرد.